# Marie-Claire-Marguerite-Priscille de Catellan
Marie-Claire-Marguerite-Priscille de Catellan est une poétesse et femme de lettres française née en 1662 à Narbonne et morte en 1745 à Lamasquère, connue pour être la première maîtresse ès jeux floraux de l'histoire.

## Biographie
Marie-Claire-Marguerite-Priscille de Catellan naît à Narbonne,, le 19 mars 1662. 
Comme poétesse et femme de lettres, elle s'illustre en étant couronnée quatre fois à l'Académie des jeux floraux, en 1713, 1715 et 1717, avec respectivement l'élégie Plainte sur l'indifférence recouvrée en 1713, un prix d'élégie en 1715, et en 1717 le prix pour l'ode À Clémence Isaure, « son plus bel ouvrage », ainsi qu'un prix pour une églogue,,. 
Connue également comme Mademoiselle de Portel, et surnommée en son temps « la moderne Corinne »,, elle est la première femme nommée « maîtresse ès Jeux floraux »,, en 1717. À cette date, Mademoiselle de Catellan possédait en effet les trois récompenses nécessaires pour prétendre à ce titre (dont l'amarante d'or dévolue au prix pour une ode). 
Membre de la famille de Jean de Catellan, elle est parente du chevalier de Catellan, secrétaire perpétuel de l'Académie des Arts floraux,, et s'installe chez lui en 1697, au château de Lamasquère près de Muret. Dès lors, introduite dans les milieux littéraires toulousains, elle se consacre à la poésie. 
Maîtresse ès Jeux floraux depuis 1717, elle ne peut plus concourir. En 1723, elle écrit le traditionnel discours en l'honneur de Clémence Isaure pour la fête du 3 mai, mais ne peut, en raison de son sexe et d'après le règlement, le lire en séance (car si les femmes pouvaient à l'égal des hommes obtenir leurs lettres de maîtrise, « la pudeur de leur sexe leur interdisait [...] d'assister aux assemblées des jeux et d'y avoir rang, siège ni droit de suffrage »). 
En 1730, elle publie une Ode sur la naissance de Monseigneur le Dauphin.  
Elle meurt à Lamasquère,, le 19 novembre 1745. Elle ne s'est jamais mariée.     
Son tombeau, situé dans la chapelle Notre-Dame de l'église de la ville, porte comme épitaphe :    

« Hic Jacet

Maria Clara Priscilla

Margarita de Catellan

Domina de Portel,

Ludorum floralium

Magistra, Virginum Deus,

Amoenitate morum,

Elegantis ingenii,

laude carminis inclyta

obiit dii 19 novembris 1745

R.I.P.A. »

## Hommages
Un portrait de Mademoiselle de Catellan, offert à l'Académie en 1743, orne les salons de l'hôtel d'Assézat.
Un portrait de Mademoiselle de Catellan, réalisé par Jean Jalabert en 1851, appartenant au musée des Beaux-arts de Carcassonne est exposé à la Préfecture de l'Aude.
À Toulouse, la rue Marie-Claire de Catellan est nommée en son honneur.